# Hélécine

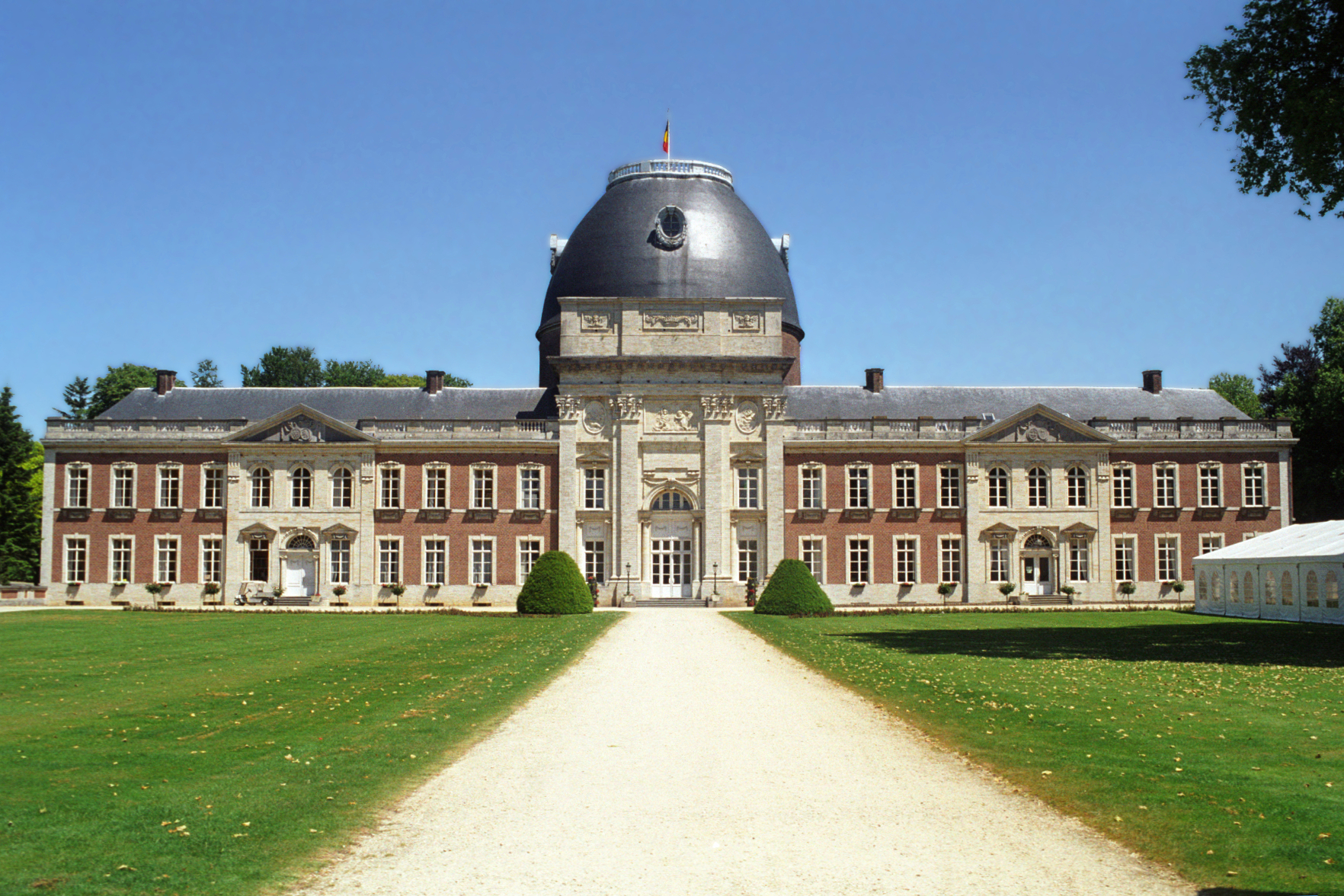
Het domein van de voormalige Abdij van Heylissem. De hoofdgebouwen van de abdij werden grotendeels afgebroken en verkocht voor de materialen, dit is een kasteel van rond 1870 dat op de locatie gebouwd werd. Het park is ook op dat moment aangelegd.

Hélécine (Nederlands: Heylissem of soms gespeld als Heilissem) is een gemeente in de provincie Waals-Brabant in België. De gemeente telt ruim 3800 inwoners en ligt op een hoogte van 61 meter.

## Toponymie
Heylissem is een Germaanse naam die te reconstrueren valt als Hailingahaima, hetgeen "woning van de lieden van Hailo" betekent.

## Geschiedenis
Tot aan de definitieve vaststelling van de taalgrens in 1963 behoorden de dorpen die nu deel uitmaken van de gemeente Hélécine tot het Nederlandstalige arrondissement Leuven. In dat jaar werden de gemeenten Opheylissem en Neerheylissem bij het Franstalige arrondissement Nijvel gevoegd.
Per 1 januari 1977 zijn de gemeenten Opheylissem, Neerheylissem, en Linsmeel gefuseerd tot de gemeente Hélécine.

## Geografie
De gemeente bestaat uit de dorpen Linsmeel, Neerheylissem en Opheylissem en het gehucht Hamme (Frans: Hampteau). Neerheylissem is de noordelijkste kern en de plaats waar het gemeentehuis gevestigd is. Ten zuiden ervan ligt Opheylissem met op het grondgebied van die deelgemeente nog het zuidoostelijker gelegen Hamme. Die plaats ligt zoals de naam aangeeft in een opvallende bocht van de rivier de Gete. In het zuidoosten van de gemeente ligt nog Linsmeel.

## Kernen

### Deelgemeenten
| # | Naam          | Opp. (km²) | Inwoners (2020) | Inwoners per km² | NIS-code |
| - | ------------- | ---------- | --------------- | ---------------- | -------- |
| 1 | Neerheylissem | 7,87       | 2.269           | 288              | 25118A   |
| 2 | Opheylissem   | 5,08       | 872             | 172              | 25118B   |
| 3 | Linsmeel      | 4,03       | 502             | 125              | 25118C   |

| Aangrenzende gemeenten | Aangrenzende gemeenten | Aangrenzende gemeenten | Aangrenzende gemeenten | Aangrenzende gemeenten |
| ---------------------- | ---------------------- | ---------------------- | ---------------------- | ---------------------- |
|                        |                        | Tienen (Vl.-Br.)       |                        |                        |
|                        |                        |                        |                        |                        |
|                        | Landen (Vl.-Br.)       |                        |                        |                        |
|                        |                        |                        |                        |                        |
| Geldenaken             |                        | Orp-Jauche             |                        | Lijsem (Luik)          |

## Taal
Oorspronkelijk maakte het grondgebied van het huidige Hélécine deel uit van het Nederlandse taalgebied. Tot in de 18e en 19e eeuw waren het voornamelijk Nederlandstalige plaatsen. Als gevolg van een bewust gevoerde verfransingspolitiek door de Franstalige abten van de Abdij van Heylissem, die vrijgekomen boerderijen en huizen verpachtten aan Franstaligen van buiten de streek, zijn deze plaatsen langzamerhand verfranst. Ten tijde van het Verenigd Koninkrijk der Nederlanden werden de dorpen in 1823 toegevoegd aan het Nederlandstalige arrondissement Leuven, zonder dat dit tot afkeuring leidde of weerstand opriep. Dit wijst op een nog sterke Nederlandstalige aanwezigheid in de streek in die periode.
Bij de gemeentefusie per 1 januari 1977 is er, onder meer als gevolg van de taalstrijd, voor gekozen om de nieuwe fusiegemeente de Franstalige naamvariant Hélécine te geven, terwijl de deelgemeenten Neerheylissem en Opheylissem, ook in het Frans, hun oude Nederlandse naam behielden.

## Demografische ontwikkeling
Alle historische gegevens hebben betrekking op de huidige gemeente, inclusief deelgemeenten, zoals ontstaan na de fusie van 1 januari 1977.
- Bronnen:NIS, Opm:1831 tot en met 1981=volkstellingen; 1990 en later= inwonertal op 1 januari
- 1900: Vanaf 1900 cijfers inclusief deze voor deelgemeente Linsmeel afgesplitst van Noduwez-Linsmeau in 1893. Noduwez zelf werd in 1977 aangehecht bij Orp-Jauche.

| Inwoners van jaar tot jaar op 1 januari 1992 tot heden | Inwoners van jaar tot jaar op 1 januari 1992 tot heden | Inwoners van jaar tot jaar op 1 januari 1992 tot heden |
| jaar                                                   | Aantal                                                 | Evolutie: 1992=index 100                               |
| ------------------------------------------------------ | ------------------------------------------------------ | ------------------------------------------------------ |
| 1992                                                   | 2.847                                                  | 100,0                                                  |
| 1993                                                   | 2.861                                                  | 100,5                                                  |
| 1994                                                   | 2.894                                                  | 101,7                                                  |
| 1995                                                   | 2.863                                                  | 100,6                                                  |
| 1996                                                   | 2.813                                                  | 98,8                                                   |
| 1997                                                   | 2.847                                                  | 100,0                                                  |
| 1998                                                   | 2.852                                                  | 100,2                                                  |
| 1999                                                   | 2.869                                                  | 100,8                                                  |
| 2000                                                   | 2.848                                                  | 100,0                                                  |
| 2001                                                   | 2.868                                                  | 100,7                                                  |
| 2002                                                   | 2.898                                                  | 101,8                                                  |
| 2003                                                   | 2.928                                                  | 102,8                                                  |
| 2004                                                   | 2.963                                                  | 104,1                                                  |
| 2005                                                   | 3.011                                                  | 105,8                                                  |
| 2006                                                   | 3.068                                                  | 107,8                                                  |
| 2007                                                   | 3.109                                                  | 109,2                                                  |
| 2008                                                   | 3.148                                                  | 110,6                                                  |
| 2009                                                   | 3.134                                                  | 110,1                                                  |
| 2010                                                   | 3.173                                                  | 111,5                                                  |
| 2011                                                   | 3.202                                                  | 112,5                                                  |
| 2012                                                   | 3.274                                                  | 115,0                                                  |
| 2013                                                   | 3.260                                                  | 114,5                                                  |
| 2014                                                   | 3.299                                                  | 115,9                                                  |
| 2015                                                   | 3.329                                                  | 116,9                                                  |
| 2016                                                   | 3.387                                                  | 119,0                                                  |
| 2017                                                   | 3.401                                                  | 119,5                                                  |
| 2018                                                   | 3.479                                                  | 122,2                                                  |
| 2019                                                   | 3.553                                                  | 124,8                                                  |
| 2020                                                   | 3.644                                                  | 128,0                                                  |
| 2021                                                   | 3.648                                                  | 128,1                                                  |
| 2022                                                   | 3.687                                                  | 129,5                                                  |
| 2023                                                   | 3.789                                                  | 133,1                                                  |
| 2024                                                   | 3.848                                                  | 135,2                                                  |
| 2025                                                   | 3.894                                                  | 136,8                                                  |

## Bezienswaardigheden
- Abdij van Heylissem

## Politiek

### Resultaten gemeenteraadsverkiezingen sinds 1976
| Partij                       | 10-10-1976 | 10-10-1976 | 10-10-1982 | 10-10-1982 | 9-10-1988 | 9-10-1988 | 9-10-1994 | 9-10-1994 | 8-10-2000 | 8-10-2000 | 8-10-2006 | 8-10-2006 | 14-10-2012 | 14-10-2012 | 14-10-2018 | 14-10-2018 | 13-10-2024 | 13-10-2024 |
| Stemmen / Zetels             | %          | 11         | %          | 11         | %         | 11        | %         | 11        | %         | 11        | %         | 13        | %          | 13         | %          | 13         | %          | 13         |
| ---------------------------- | ---------- | ---------- | ---------- | ---------- | --------- | --------- | --------- | --------- | --------- | --------- | --------- | --------- | ---------- | ---------- | ---------- | ---------- | ---------- | ---------- |
| PS1 / VOUS2 / OCH3           | 19,581     | 2          | 19,381     | 2          | 29,561    | 3         | 26,981    | 3         | 21,551    | 2         | 17,71     | 2         | 35,942     | 4          | 36,733     | 5          | 48,323     | 6          |
| ECOLO                        | -          |            | -          |            | -         |           | -         |           | 6,38      | 0         | -         |           | -          |            | -          |            | -          |            |
| PRL1 / U.N.I.2               | 24,981     | 3          | 48,632     | 6          | 48,92     | 6         | 38,842    | 5         | 35,112    | 4         | 25,192    | 3         | -          |            | -          |            | -          |            |
| IC                           | 20,68      | 2          | -          |            | -         |           | -         |           | -         |           | -         |           | -          |            | -          |            | -          |            |
| SC1 / NEC2 / A.C.H.3         | 34,771     | 4          | 31,991     | 3          | 21,542    | 2         | 21,952    | 2         | 36,963    | 5         | -         |           | -          |            | -          |            | -          |            |
| DEFIS                        | -          |            | -          |            | -         |           | 12,23     | 1         | -         |           | -         |           | -          |            | -          |            | -          |            |
| U.C.1/ Liste du Bourgmestre2 | -          |            | -          |            | -         |           | -         |           | -         |           | 57,11     | 8         | 61,731     | 9          | 60,761     | 8          | 51,682     | 7          |
| C.H.                         | -          |            | -          |            | -         |           | -         |           | -         |           | -         |           | 2,34       | 0          | 2,51       | 0          | -          |            |
| Totaal stemmen               | 2125       | 2125       | 2106       | 2106       | 2187      | 2187      | 2218      | 2218      | 2206      | 2206      | 2308      | 2308      | 2323       | 2323       | 2445       | 2445       | 2603       | 2603       |
| Opkomst %                    |            |            |            |            | 97,98     | 97,98     | 96,43     | 96,43     | 96,67     | 96,67     | 97,55     | 97,55     | 94,97      | 94,97      | 93,97      | 93,97      | 91,82      | 91,82      |
| Blanco en ongeldig %         | 1,46       | 1,46       | 3,23       | 3,23       | 2,56      | 2,56      | 3,07      | 3,07      | 4,08      | 4,08      | 4,55      | 4,55      | 4,18       | 4,18       | 5,56       | 5,56       | 7,38       | 7,38       |